# Trichaltica
Trichaltica is een geslacht van kevers uit de familie bladkevers (Chrysomelidae).
De wetenschappelijke naam van het geslacht werd in 1876 gepubliceerd door Edgar von Harold.

## Soorten
- Trichaltica xantholimbia Bechyne, 1997